# Yoleida Lara
Yoleida Lara Carbacas (* 2. Januar 1985 in Maracaibo, Zulia) ist eine venezolanische Fußballschiedsrichterassistentin.
Lara wurde 1985 in der Hauptstadt des Bundesstaates Zulia als Kind kolumbianischer Eltern geboren. Seit ihrem 15. Lebensjahr spielte sie Fußball; im Alter von 26 Jahren konzentrierte sie sich voll auf ihre Karriere als Schiedsrichterin.
Seit 2015 steht sie auf der Liste der FIFA-Schiedsrichter und leitet internationale Fußballpartien.
Lara war unter anderem Schiedsrichterassistentin beim olympischen Fußballturnier 2016 in Rio de Janeiro (als Assistentin von Olga Miranda) und bei der Copa Libertadores Femenina 2016 (als Assistentin von Eryelitz Escalona).